# Bodianus sanguineus
Bodianus sanguineus е вид бодлоперка от семейство Labridae. Видът не е застрашен от изчезване.

## Разпространение и местообитание
Разпространен е в САЩ.
Среща се на дълбочина от 30 до 168 m.

## Описание
На дължина достигат до 19 cm.